# Owen O’Malley
Sir Owen St. Clair O’Malley (* 4. Mai 1887 in Eastbourne; † 16. April 1974 in Oxford) war ein britischer Diplomat. Entgegen der Linie seiner Regierung engagierte er sich bei der Aufklärung des Massakers von Katyn.

## Leben
Owen O’Malley wurde als fünftes Kind des Juristen Edward Loughlin O’Malley geboren, der zu diesem Zeitpunkt Generalstaatsanwalt der britischen Kronkolonie Hongkong war. Die Familie stammte aus Irland. Der Sohn wuchs, erzogen von der Mutter, bei Oxford auf. Er besuchte diverse Schulen im mittelenglischen Rugby, bevor er am Magdalen College in Oxford Geschichtswissenschaften studierte. Er legte 1909 das Examen im Fach „Moderne Geschichte“ ab.
Im Alter von 24 Jahren trat er in das Foreign Office ein, dem er bis zu seiner Pension treu blieb. Sein Mentor wurde dort der Deutschland-Experte Eyre Crowe. 1913 heiratete er Mary Ann Dolling Sanders (1889–1974), die unter dem Pseudonym Ann Bridge eine erfolgreiche Romanautorin und Reiseschriftstellerin wurde. Aus der Ehe gingen zwei Töchter und ein Sohn hervor. Die Familie war eng mit dem Alpinisten George Mallory befreundet.
Am Vorabend des Zweiten Weltkriegs wurde O’Malley für zwei Jahre als Botschafter nach Budapest entsandt. Von 1943 bis zum Kriegsende war er Botschafter bei der polnischen Exilregierung in London, anschließend vertrat er die britische Krone für zwei Jahre in der portugiesischen Hauptstadt Lissabon.
Zum Abschluss seiner Botschafterkarriere wurde O’Malley mit dem Großkreuz des Ordens vom Heiligen Michael und Georg ausgezeichnet. Seinen Lebensabend verbrachte er auf dem Familienbesitz in der Grafschaft Mayo im Westen Irlands.

## Rolle in der Causa Katyn
Schon kurz nach Antritt seines Postens als Botschafter bei der polnischen Exilregierung Anfang 1943 erhielt O’Malley zahlreiche Materialien über den Terror des sowjetischen NKWD in Ostpolen, das im November 1939 nach einer manipulierten Abstimmung von der Sowjetunion annektiert worden war. Er informierte seine Regierung über die Massendeportationen von Polen in die Tiefen der Sowjetunion.
Nach der Entdeckung der Massengräber im Wald von Katyn durch Soldaten der Wehrmacht wertete O’Malley im Frühjahr 1943 die Berichte sowohl der deutschen Seite, als auch des von Józef Czapski geleiteten Suchbüros der Anders-Armee aus, das nach dem Verbleib mehrerer Tausend in sowjetische Kriegsgefangenschaft geratenen polnischen Offizieren fahndete. Er kam in seinem Bericht vom 24. Mai 1943 zum Schluss, dass die Analysen, die eine sowjetische Täterschaft beschreiben, plausibel seien. Den Bericht legte er Außenminister Anthony Eden vor.
Der Bericht wurde als Geheimsache eingestuft, nur Mitglieder des Kabinetts sowie König Georg VI. bekamen je ein Exemplar zugeleitet. In der Öffentlichkeit erweckte Eden indes den Eindruck, als halte er die sowjetische Version, nach der die Täter von Katyn die Deutschen gewesen sein, für zutreffend. In einer Rede vor dem Unterhaus verurteilte er die „zynische Heuchelei“ der Deutschen im Falle Katyn.
Churchill ließ den Bericht O’Malleys an US-Präsident Franklin D. Roosevelt schicken. Im Begleitschreiben Churchills hieß es, es handle sich um „eine grauenvolle, sehr gut geschriebene Geschichte, vielleicht zu gut geschrieben.“ (A grim, well-written story, but perhaps, a little too well written.) Er bat Roosevelt, den Bericht O’Malleys absolut vertraulich zu behandeln. Die Bitte wurde erfüllt: Das Weiße Haus ignorierte ihn offiziell.
Nach der Veröffentlichung des Berichtes der sowjetischen Untersuchungskommission unter Leitung des Medizinprofessors Nikolai Burdenko im Januar 1944, in dem einer Einheit der Wehrmacht das Massaker von Katyn angelastet wurde, nahm O’Malley erneut ausführlich dazu Stellung. Seine Analyse vom 11. Februar 1944 widerlegte den Bericht der Burdenko-Kommission in den zentralen Passagen. Doch Eden ließ sie erneut als geheim einstufen und zu den Akten geben. O’Malleys Eingaben wurden auf der Leitungsebene des Foreign Office teilweise mit großem Unwillen hingenommen. Wie aus der vom Historiker Rohan D’Olier Butler verfassten Denkschrift über die Haltung der britischen Regierung zur Causa Katyn (Butler-Memorandum) hervorgeht, wurde ihm unterstellt, unkritisch die Auffassung der Exilregierung übernommen zu haben.
Anfang der 1970er-Jahre gelangte der katholische Publizist Louis FitzGibbon, dessen Familie ebenfalls aus Irland stammte, in den Besitz von Kopien der als geheim eingestuften Depeschen O’Malleys aus den Jahren 1943 und 1944. FitzGibbon stellte Recherchen zu Katyn an, den Berichten O’Malleys widmete er viel Raum in seinem 1971 erschienenen Buch „Katyn – A Crime without Parallel“. Im folgenden Jahr gab FitzGibbon die diplomatischen Depeschen O’Malleys als eigene Publikation heraus. Ende der 1970er-Jahre erschienen sie in einer polnischen Untergrundzeitschrift.
O’Malley schrieb im Vorwort zu der Broschüre mit seinen Katyn-Berichten über die Politik Londons, eine öffentliche Debatte über die sowjetische Täterschaft mit Rücksicht auf den Verbündeten Stalin zu unterbinden: „Wir wurden genötigt, das normale und gesunde Funktionieren unserer geistigen und moralischen Urteilskraft zu unterbrechen. … So haben wir – gezwungenermaßen – den guten Ruf Englands dazu benutzt, um ein Blutbad zu vertuschen.“ (We have been obliged to appear to distort the normal and healthy operation of intellectual and moral judgments. … We have in fact perforce used the good name of England to cover up a massacre.)
Seinen früheren Vorgesetzten Eden forderte O’Malley auf, öffentlich dazu Stellung zu nehmen. Doch Eden erklärte nur, er wolle keine „alten Wunden aufreißen“.